# Musselburgh (Scozia)

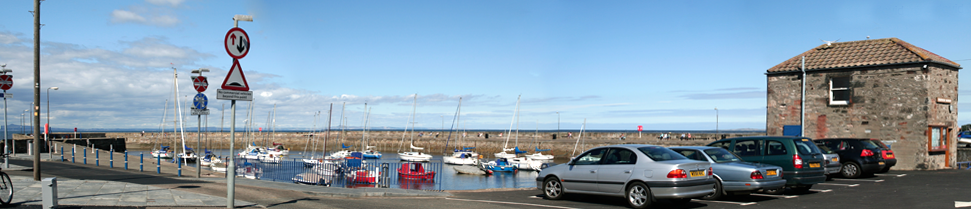
Panoramica del porticciolo di Fisherrow, Musselburgh, sul Firth of Forth.

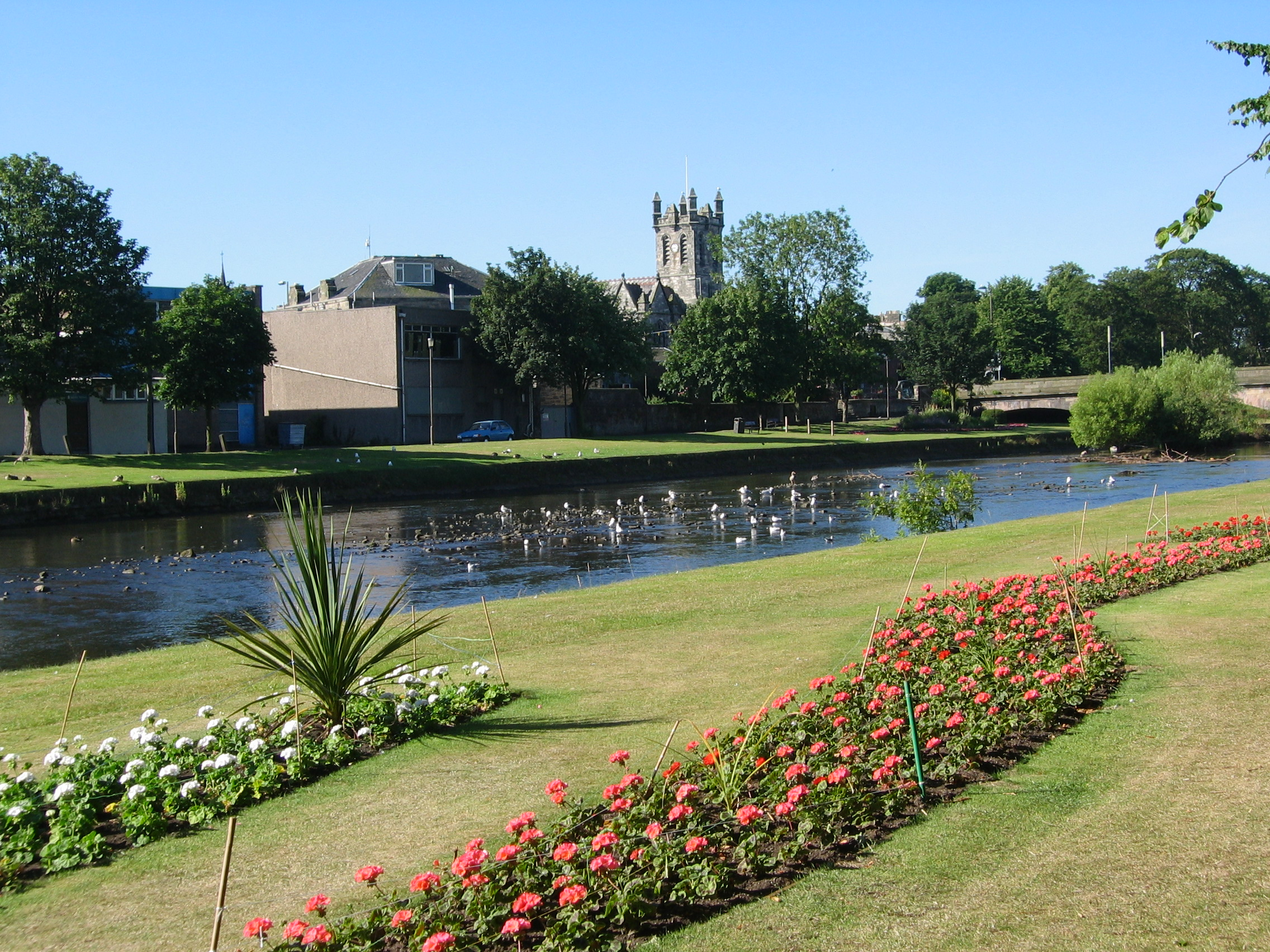
Il fiume Esk a Musselburgh

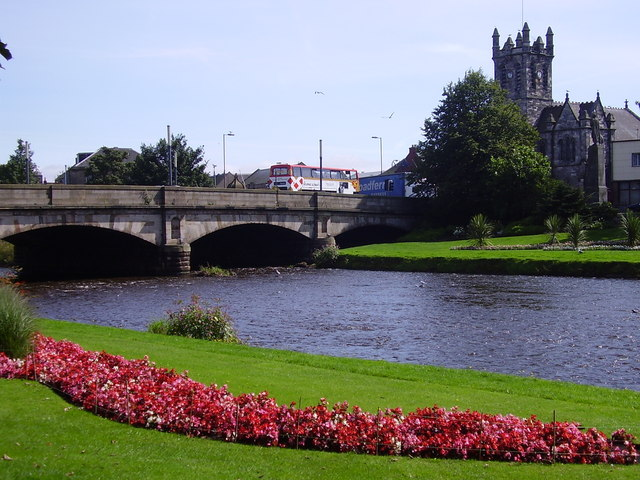
Musselburgh: l'antico ponte sul fiume Esk.

Musselburgh (in gaelico scozzese: Baile nam Feusgan; 5,42 km², 22 000 ab. circa) è una città con status di burgh della costa sud-orientale della Scozia, facente parte dell'area amministrativa dell'East Lothian, della quale costituisce il centro principale (un tempo, però, facente parte del Midlothian e della parrocchia civile di Inveresk), e situata di fronte al Firth of Forth (Mare del Nord) e lungo l'estuario del fiume Esk. Colloquialmente chiamata The Honest Toun, contende a Edimburgo, dal centro della quale dista 6 miglia (9,7 km), il titolo di città più antica della Scozia.

## Etimologia
Il toponimo Musselburgh deriva dai frutti di mare (in inglese: mussels) che giacciono sul Firth of Forth.

## Storia
Il territorio era originariamente abitato dai Votadini, una delle tribù dell'età del ferro che aveva come centro principale nell'oppidum di Traprain Law, a circa 6 km ad est dell'attuale Haddington.
I primi insediamenti stranieri sorsero sul territorio ad opera dell'esercito romano nell'ambito dell'espansione verso Nord dell'Impero romano, quando questo era governato dalla dinastia flavia. La provincia romana della Britannia, istituita tra il 43 e il 44, spinse su iniziativa del governatore Gneo Giulio Agricola il limes verso la Caledonia, superando il Vallo di Adriano e addentrandosi nel territorio dei Votadini.
Poco a sud di Musselburgh, nei pressi del fiume Esk e dove sorge l'odierno villaggio di Inveresk, venne costruito un castrum in corrispondenza dell'estremità settentrionale della strada romana che da Chester proseguiva verso York, attraversando l'attuale East Lothian e raggiungendo infine il Firth of Forth. La sua collocazione venne portata alla luce da scavi archeologici in prossimità della St Michael's Church In seguito venne realizzato un ponte che permetteva di superare il fiume Esk del quale sono ancora presenti le fondamenta sull'attuale Old Bridge, citato per questo anche come Roman Bridge, che più volte riedificato e allungato nei secoli continua la sua funzione come ponte pedonale.
Nei primi anni del XIV secolo, approssimativamente attorno al 1315, Musselburgh venne elevato allo status di burgh di baronia, titolo che ricevette prima della vicina Edimburgo alla quale venne concesso nel 1329; l'evento, motivo di orgoglio per la popolazione, è ricordato in una canzone popolare locale, originariamente in lingua scots, che recita:
Musselburgh è conosciuta anche come The Honest Toun, e questo viene celebrato con l'annuale elezione dell'Honest Lad and Lass (ragazzo e ragazza sinceri). Il motto cittadino, Honestas, risale al 1332, quando l'allora reggente di Scozia, Thomas Randolph, I conte di Moray, morì nella cittadina dopo una lunga malattia, durante la quale si interessò con devozione ai suoi abitanti. Il suo successore, Donald II di Mar, rimastone impressionato, attribuì la sua vicinanza alla popolazione per l'onestà espressa da coloro che lo assistettero, da cui Honest Toun (città onesta, città degli onesti).
Il 10 settembre 1547 Musselburgh fu teatro di uno scontro a fuoco tra gli eserciti del Regno d'Inghilterra e del Regno di Scozia e conosciuta come battaglia di Pinkie Cleugh o semplicemente come battaglia di Pinkie. La sanguinosa battaglia svoltasi sulle sponde del fiume Esk, parte della serie di guerre indicate come Brutale corteggiamento e più in generale  nell'ambito delle guerre anglo-scozzesi, vide affrontarsi le truppe scozzesi, stimate tra i 22 000 e i 36 000 uomini e capeggiate da Archibald Douglas, VI conte di Angus e James Hamilton, duca di Châtellerault e II conte di Arran e quelle inglesi, guidate da Edward Seymour, I duca di Somerset, che contavano su 16 800 uomini e 30 navi da guerra. Al termine prevalsero gli inglesi, che a fronte di perdite limitate, stimate tra i 200 e 600 soldati, vide le perdite avversarie stimate tra i 6 000 e i 15 000 morti con 2 000 prigionieri. La disfatta scozzese fu così pesante da essere ricordata in seguito come Black Saturday (sabato nero).

## Geografia fisica

### Collocazione
Musselburgh si trova tra Edimburgo (da cui dista appena 5 miglia (8,0 km)) ed Aberlady o Haddington (rispettivamente ad est della prima e ad ovest delle seconde), a circa 8 km a nord di Dalkeith e a circa 35 km ad ovest di North Berwick.

## Monumenti e luoghi d'interesse

### Architetture religiose
- Our Lady of Loretto church (XIX secolo) Chiesa di culto cristiano cattolico e sede della parrocchia di Our Lady Of Loretto & St Michael's, fa parte dell'Arcidiocesi di Saint Andrews ed Edimburgo.
- St Andrews High Church
- St Peters church (XIX secolo) Costruita tra il 1864 e il 1866 e intitolata a san Pietro, fa parte della Chiesa episcopale scozzese.[13]

### Architetture civili

#### Pinkie House
Tra gli edifici d'interesse di Musselburgh, figura la Pinkie House, costruita dai monaci dell'Abbazia di Dunfermline intorno alla fine del XIV secolo e poi divenuta di proprietà della famiglia Seton. Ora ospita il campus della Loretto School.
|  |  |

- Old Town Hall and Tolbooth (XVI secolo) La costruzione dell'edificio risale al 1590[3], eretta nello stesso periodo di edificazione del centro storico, risulta essere uno dei più antichi toolboth (municipio di un burgh) presenti in Scozia. Per la sua realizzazione venne sfruttato il materiale di risulta proveniente dalle rovine dell'eremo e dalla cappella di Our Lady of Loretto (Madonna di Loreto), struttura che dopo il termine della battaglia di Pinkie Cleugh funse da ospitale e che a seguito delle vicende durante la Riforma protestante venne distrutta. Dal 1985 divenne sede del Musselburgh Museum.[16]

### Altro

#### Ponti storici
- Old Bridge Indicato anche come Auld Bridge (in lingua scozzese) o Roman Bridge, perché edificato su un preesistente ponte di costruzione romana, è un ponte a tre archi realizzato nel medioevo, originariamente a soli due archi mentre il terzo venne aggiunto nel 1597. Primo ponte a superare il fiume Esk, per la sua importanza strategica fu nei secoli utilizzato più volte per dislocare guarnigioni, come nel 1296 ,quando le truppe scozzesi lo attraversarono per concentrarsi prima della battaglia di Dunbar, e nel 1314, quando quelle inglesi lo utilizzarono per ripiegare dopo la loro disfatta a Bannockburn. Tuttavia l'episodio bellico dove fu direttamente coinvolto fu durante la battaglia di Pinkie Cleugh del 1547 dove fu oggetto dei colpi inflitti dalle navi della Marina inglese dalla foce del fiume, sulla costa del Firth of Forth. Fu nuovamente attraversato nel 1745 dalle truppe dell'esercito giacobita che, alla guida Carlo Edoardo Stuart si imposero nella battaglia di Prestonpans su quello hannoveriano agli ordini di John Cope.[17]

- New Bridge (XIX secolo) Il ponte, ad archi, venne progettato dall'ingegnere civile John Rennie the Elder per fornire alla cittadina un'efficace arteria che congiungesse le due sponde. Allargato nel 1925 per meglio assolvere alle esigenze di traffico della strada A1, l'arteria stradale che attraversa verticalmente la Gran Bretagna da Londra a Edimburgo, pur trasferendo il tracciato dell'A1 fuori del tessuto urbano dal 1987, rimane il principale punto di attraversamento stradale di Musselburgh, collegando Bridge Street a Mall Avenue dove si inoltra, passando davanti alla High Kirk, sede del Museum of Dolls and Art Exhibits, nella principale High Street. Alle sue estremità sono posti il monumento al medico, poeta e scrittore David Macbeth Moir e la fontana, eretta nel tardo XIX secolo ed elevata a memoriale dei caduti della seconda guerra mondiale nel 1999.[17]

#### Croce di mercato
A Musselburgh si trova una mercat cross (la versione scozzese della croce di mercato) risalente XVIII secolo.

## Società

### Evoluzione demografica
Al censimento del 2001, Musselburgh contava una popolazione pari a 22 112 abitanti.

## Cultura

### Musei

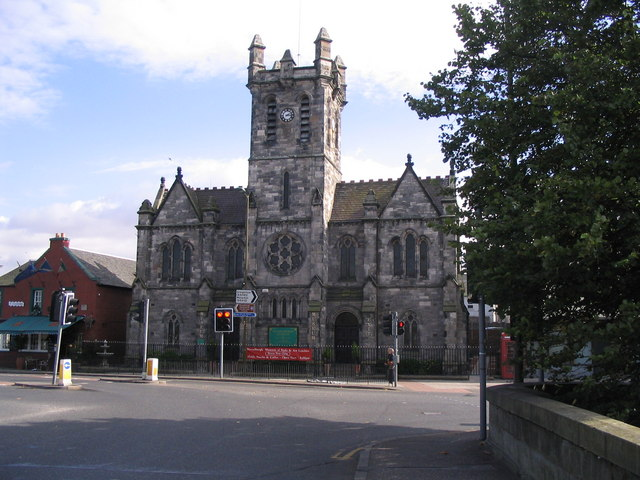
St Thomas' Church, chiesa sconsacrata e sede del Musselburgh Doll Museum.

- Musselburgh Museum. Gestito dall'ente Musselburgh Museum & Heritage Group in collaborazione con l'East Lothian Council Museums Service, il museo tratta dell'evoluzione storica degli abitati di Fisherrow e Musselburgh, dai primi insediamenti preistorici del territorio sorti sulle rive del fiume Esk che confluendo nel Firth of Fourth favorivano il trasporto, la pesca e il commercio con i territori vicini, attraverso gli insediamenti romani, il medioevo fino al XX secolo, quando si affermò come centro industriale e porto marittimo. I suoi ambienti offrono annualmente un programma di mostre che approfondiscono i vari periodi storici della cittadina.[18][19]

### Eventi
- Musselburgh Riding of the Marches (RoM), manifestazione in costume d'epoca citata fin dal 1682 che, intervallata da 21 anni tra le varie edizioni, ripropone in chiave simbolica un evento risalente a una guerra di confine dove il Town Champion (campione di città) bardato di un'armatura affronta il Turf Cutter che controlla il confine della cittadina. L'ultima edizione si è svolta tra il 23 e il 31 luglio 2016, la successiva è prevista per l'estate 2037.[20]

## Infrastrutture e trasporti
Musselburgh è collegato alle vicine località tramite una rete di infrastruttuire stradali e ferroviarie.
La cittadina è dotata di due stazioni ferroviarie. La stazione di Musselburgh, aperta nel 1988, è collocata nella parte occidentale dell'abitato, nelle vicinanze della Queen Margaret University, ed offre servizi regolari sulla East Coast Main Line su convogli gestiti da Abellio ScotRail in arrivo dalla stazione di Edimburgo Waverley per quella di North Berwick.
La seconda, la stazione di Wallyford, è più recente; aperta nel 1994 è sita nel villaggio di Wallyford e precede quella di Musselburgh sulla North Berwick Line. 
Originariamente Musselburgh era servita da una stazione ferroviaria della scomparsa North British Railway posizionata vicino al centro della città, al termine di un breve ramo della Newhailes Junction. Progressivamente dismessa, i servizi di trasporto passeggeri cessarono nel 1964, mentre il traffico venne definitivamente soppresso nei primi anni settanta. Il tracciato dell'originale linea ferroviaria è ora occupato da un'arteria stradale che attraversa l'area di Fisherrow della città.

## Amministrazione

### Gemellaggi
- Champigny-sur-Marne[21]
- Rosignano Marittimo[21]

## Sport
- A Musselburgh si svolge la più antica corsa di cavalli della Scozia, datata 1816[3]
- La squadra di pallacanestro locale è rappresentata dagli East Lothian Peregrines[22]
- È il paese natale di Gary Anderson, due volte campione del mondo PDC.